# IC 1263
IC 1263 — галактика типу SB () у сузір'ї Геркулес.
Цей об'єкт міститься в оригінальній редакції індексного каталогу.